# Stazione meteorologica di Castelnovo ne' Monti
La stazione meteorologica di Castelnovo ne' Monti è la stazione meteorologica di riferimento relativa alla località di Castelnovo ne' Monti.

## Coordinate geografiche
La stazione meteo si trova nell'Italia nord-orientale, in Emilia-Romagna, in Provincia di Reggio nell'Emilia, nel comune di Castelnovo ne' Monti, a 730 metri s.l.m. e alle coordinate geografiche 44°26′N 10°24′E.

## Dati climatologici
In base alla media trentennale di riferimento 1961-1990, la temperatura media del mese più freddo, gennaio, si attesta a +1,1 °C; quella del mese più caldo, luglio, è di +20,2 °C .
| Castelnovo ne' Monti | Mesi | Mesi | Mesi | Mesi | Mesi | Mesi | Mesi | Mesi | Mesi | Mesi | Mesi | Mesi | Stagioni | Stagioni | Stagioni | Stagioni | Anno |
| Castelnovo ne' Monti | Gen  | Feb  | Mar  | Apr  | Mag  | Giu  | Lug  | Ago  | Set  | Ott  | Nov  | Dic  | Inv      | Pri      | Est      | Aut      | Anno |
| -------------------- | ---- | ---- | ---- | ---- | ---- | ---- | ---- | ---- | ---- | ---- | ---- | ---- | -------- | -------- | -------- | -------- | ---- |
| T. max. media (°C)   | 4,2  | 6,2  | 9,3  | 13,8 | 17,5 | 22,5 | 24,7 | 23,7 | 19,6 | 14,0 | 9,2  | 5,4  | 5,3      | 13,5     | 23,6     | 14,3     | 14,2 |
| T. min. media (°C)   | −2,0 | −1,2 | 2,0  | 5,6  | 9,1  | 13,1 | 15,6 | 15,1 | 12,3 | 7,6  | 3,5  | −0,6 | −1,3     | 5,6      | 14,6     | 7,8      | 6,7  |